# Wedarijaksa (Wedarijaksa)
Wedarijaksa is een bestuurslaag in het regentschap Pati van de provincie Midden-Java, Indonesië. Wedarijaksa telt 7682 inwoners (volkstelling 2010).